# Isonychus neglectus
Isonychus neglectus är en skalbaggsart som beskrevs av Moser 1918. Isonychus neglectus ingår i släktet Isonychus och familjen Melolonthidae. Inga underarter finns listade i Catalogue of Life.